# Bombardement de Kagoshima
Guerre anglo-Satsuma
Le bombardement de Kagoshima, évènement militaire principal de la guerre anglo-Satsuma (薩英戦争, Satsu-Ei Sensō), a eu lieu du 15 au 17 août 1863, à la fin du shogunat Tokugawa, ou Bakumatsu. La Royal Navy subit une attaque en provenance de Kagoshima et bombarde celle-ci par représailles. Les Britanniques voulaient obtenir une compensation du daimyō des Satsuma à la suite de l'incident de Namamugi en 1862, lorsque quatre ressortissants britanniques furent attaqués par des samouraïs de Satsuma pour ne pas avoir démontré les marques de respects dues à un daimyō.

## Contexte

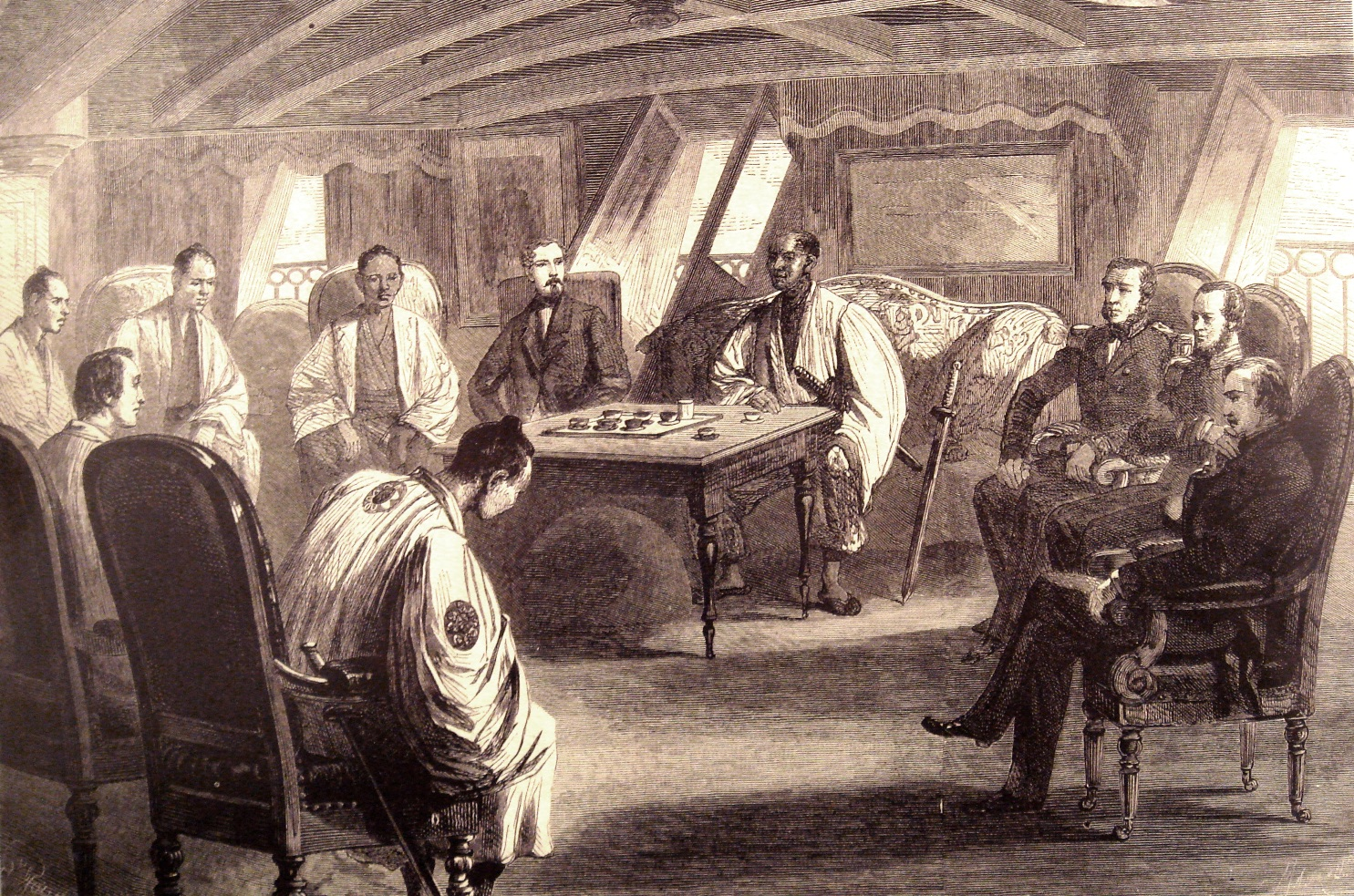
Conférence franco-anglo-japonaise sur le navire français Sémiramis, le 2 juillet 1863, à la suite de l'incident de Namamugi.
Au premier plan : l'interprète français Blekman.
Au deuxième plan (de gauche à droite) : trois gouverneurs japonais de Yokohama, Duchesne de Bellecourt, le daimyō Sakai-Hida-no-Kami, le colonel Neale, l'amiral Jaurès et l'amiral Kuper.

À la suite de l'incident de Namamugi du 14 septembre 1862, le lieutenant-colonel Neale, le Chargé d'Affaires britannique, réclame des excuses ainsi que des indemnités énormes d'une valeur de 440 000 dollars mexicains, ce qui représente environ un tiers des revenus annuels totaux du bakufu. Neale menaçait Edo d'un bombardement si le paiement n'était pas fait.
Le bakufu, le gouvernement central japonais, était dirigé par Ogasawara Nagamichi pendant l'absence du shogun, qui était à Kyoto. Comme Ogasawara voulait éviter tout problème avec les puissances occidentales, ses négociations du 2 juillet 1863 avec la France et la Grande-Bretagne, à bord du vaisseau français Sémiramis, ont abouti à des excuses et le paiement d'une somme de 100 000 livres — l'équivalent des 440 000 dollars mexicains — aux autorités britanniques. Les principales autorités politiques et navales françaises et britanniques de l'époque participaient aux négociations : Gustave Duchesne de Bellecourt, Edward St. John Neale, l'amiral Jaurès et l'amiral Kuper.
La province de Satsuma refuse cependant de présenter des excuses, de payer les 25 000 livres sterling demandées par les britanniques et d'emprisonner et exécuter les deux samouraï responsables du meurtre, en arguant que le manque de respect au daimyo était généralement sanctionné par une exécution immédiate. Légalement, cette revendication ne tenait pas parce que les étrangers au Japon bénéficiaient d'extraterritorialité : à cause des Traités inégaux avec l'Occident, la loi japonaise ne s'appliquait pas aux étrangers.

## Combat

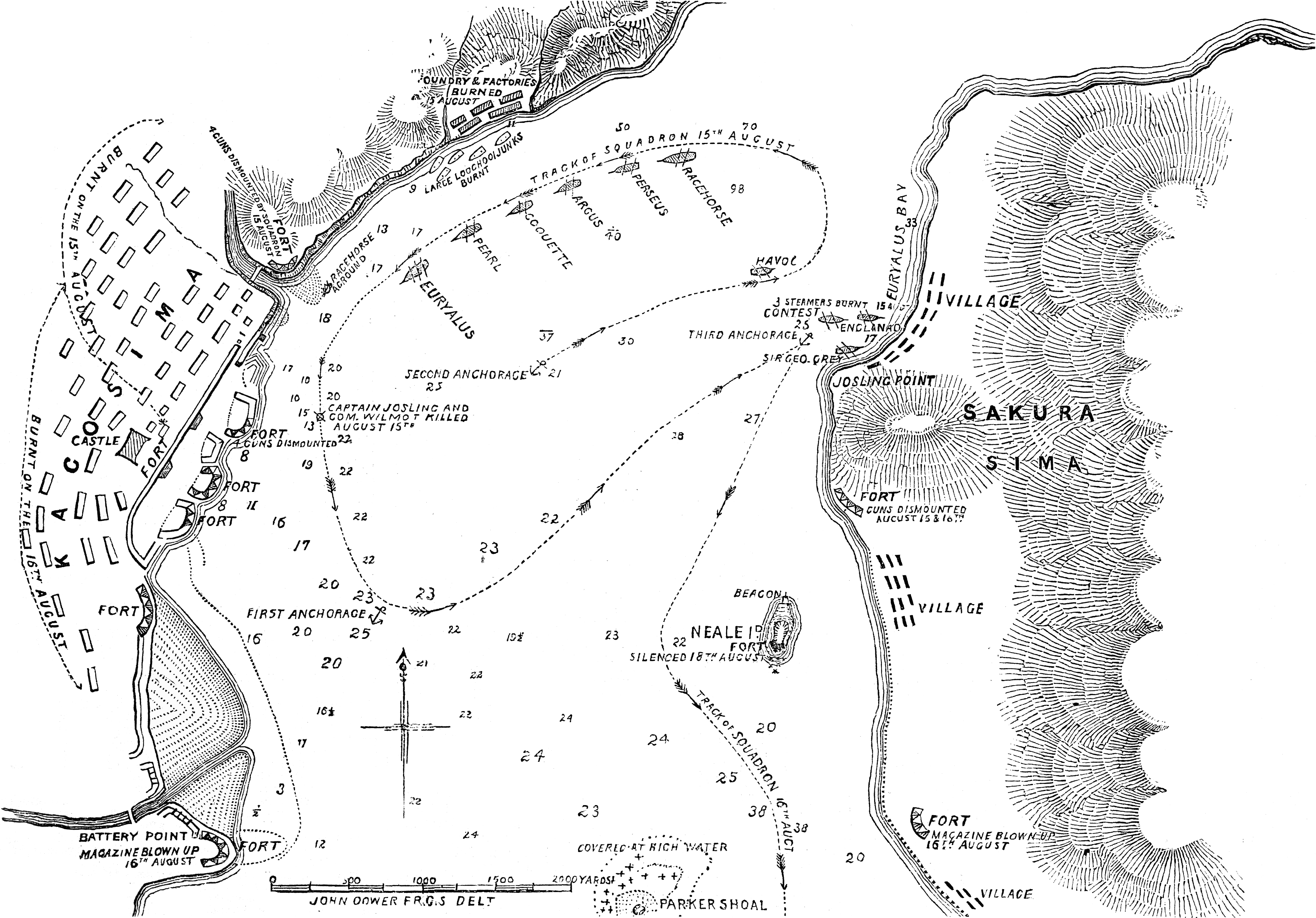
Carte de Kagoshima